# Kraxenberg
Der Kraxenberg (737 m ü. A.) ist ein Pass in Niederösterreich.
Der Pass ist nach dem gleichnamigen Berg (857 m ü. A.) benannt, der sich unmittelbar südlich der Passhöhe befindet. Trotz mehrerer Kehren ist die Passstraße unspektakulär und weist nur mäßige Steigungen auf. An der Passhöhe kann man in Richtung Norden das Alpenvorland überblicken.